# 温岭第一人民医院站
温岭第一人民医院站是台州市域铁路S1线的一个车站，位于中华人民共和国浙江省台州市温岭市城西街道城西大道与中心大道交叉口北侧。该站于2022年12月28日启用。

## 车站结构
本站为路中高架三层侧式车站，车站总长140米，总宽33.8米，高23米，车站主体结构为首层站厅层，二层管线夹层，三层站台层。

### 车站楼层
| 地上三层 | 侧式站台 | 侧式站台                                 | 侧式站台 | 侧式站台 |
|          | 一站台   | S1线 城南方向（下站：九龙大道）          |          |          |
|          |          | S1线 城南方向越行线                      |          |          |
|          |          | S1线 台州火车站方向越行线                |          |          |
|          | 二站台   | S1线 台州火车站方向（下站：汇川王）      |          |          |
|          | 侧式站台 |                                          |          |          |
| 地上二层 | 站厅     | 售票机、客服中心、商店、警务室、安检设施 |          |          |
| 地面     | 出入口   |                                          |          |          |

### 站台
本站设有两个侧式站台，位于城西大道的上空。

## 接驳交通

### 宝龙广场
- 公交线路：14路（康和佳园-南城客运站）、211路（松门车站-火车站）、3路（半岛名苑-医疗中心）[4]

### 医疗中心（西）
- 公交线路：1路（火车换乘-东湖公交站）[4]

### 芷胜庄
- 公交线路：20路（南城客运站-温峤公交站）、8路（肖溪村部-温峤公交站）、7路（锦屏公园停车场-北珠）[4]

### 医疗中心（北）
- 公交线路：14路（南城客运站-康和佳园）、20路（南城客运站-温峤公交站）、8路（肖溪村部-温峤公交站）、7路（锦屏公园停车场-北珠）、24路（六份村-康和佳园）、微25路（医疗中心-前陈村）[4]

## 历史
本站在规划和施工阶段名为中心大道站。2022年6月29日，本站由“中心大道站”更名为“温岭第一人民医院站”。

### 大事记
- 2020年，本站主体站房地下部分施工顺利收尾[6]。
- 2020年12月2日，本站1-4轴管线夹层开始混凝土浇筑施工[3]。
- 2021年5月16日，本站主体东侧站台层1-10轴站台层顺利浇筑完成[7]。
- 2023年3月28日至4月7日，本站站厅层部分区域用作为市域铁路志愿者现场报名点[8]。
- 2023年8月11日，本站开展了“迎亚运电梯知识进S1 守护群众保安全”宣传活动暨电梯应急救援演练[9]。